# Franz Semper
Franz Semper (Borna, 5 de julio de 1997) es un jugador de balonmano alemán que juega de lateral derecho en el SC DHfK Leipzig de la Bundesliga. Es internacional con la selección de balonmano de Alemania.
Su primer gran campeonato con la selección fue el Campeonato Mundial de Balonmano Masculino de 2019.

## Clubes
| Club                   | País     | Año         |
| ---------------------- | -------- | ----------- |
| SC DHfK Leipzig        | Alemania | 2016 - 2020 |
| SG Flensburg-Handewitt | Alemania | 2020 - 2023 |
| SC DHfK Leipzig        | Alemania | 2023 - Act. |